# Les Français vus par les Français
Les Français vus par les Français és una sèrie de curtmetratges, dirigida per Werner Herzog, Jean-Luc Godard, Andrzej Wajda, Luigi Comencini i David Lynch, llançat entre 1988 i 1993.
Va ser l'any 1988 que la Le Figaro Magazine va encarregar, pel seu desè aniversari, una sèrie de curtmetratges dirigits per directors estrangers. David Lynch va ser, doncs, convidat a aquesta trobada i va escriure un breu guió sobre el tema de « La France vue par …. »
Els diferents episodis són:
- The Cowboy & the Frenchman de David Lynch, estrenat el 1988.[1]
- Les Gaulois de Werner Herzog (1988)
- Le Dernier mot de Jean-Luc Godard (1993)
- Pèlerinage à Agen de Luigi Comencini (1993)
- Proust contre la déchéance d’Andrzej Wajda (1988)

## The Cowboy & the Frenchman
Harry Dean Stanton, àlies Slim, captura amb altres persones a un francès que al cap d'un temps presenta el seu país (França) a través del menjar. Després d'aquesta tempestuosa trobada, tothom acaba el dia al voltant d'un foc, amb música i cançons que barregen francès i American.

### Fitxa tècnica
- Títol original: The Cowboy and the Frenchman
- Director: David Lynch
- Música: Manuel Rosenthal
- Imatge: Frederick Elmes
- Edició: Scott Chestnut
- Durada: 22 min
- Tipus: color

### Repartiment
- Harry Dean Stanton: Slim
- Frederic Golchan: Pierre el francès
- Jack Nance: Pete
- Tracey Walter: Polsós
- Michael Horse: ploma trencada
- Rick Guillory: Bon dia
- Patrick Houser: Gun Twirler

## Les Gaulois
Episodi dirigit per Werner Herzog en 1988.

## Le Dernier mot
Episodi dirigit per Jean-Luc Godard el 1993 basat en la història de Valentin Feldman, produïda per  Le Figaro (13 minuts)

## Pèlerinage à Agen
Episodi dirigit per Luigi Comencini el 1993

## Proust contre la déchéance
Episodi dirigit per Andrzej Wajda el 1988